# Клён боярышниколистный
Клён боярышниколистный (лат. Acer crataegifolium) — вид деревьев рода Клён семейства Сапиндовые. Эндемик Японии, где называется «мэ-уриноки» (яп. メウリノキ) или «ури-каэдэ» (яп. ウリカエデ).

## Ареал
Ареал этого вида ограничен юго-западной частью острова Хонсю и островами Хоккайдо и Кюсю. Клён боярышниколистный растёт там в листопадных лесах в горах на высотах от 200 до 1100 метров над уровнем моря. Предпочитает светлые места на опушке леса, у ручьёв и на полянах.

## Описание
Растёт в виде большого кустарника или дерева со стройной кроной от 8 до 10 м высотой.
Молодые побеги в основном красноватые, иногда зелёные, во время распускания слегка покрыты налётом и опушены. Более старые сучья от тёмно-зелёного до серо-зелёного цвета, иногда с чёрными или белыми продольными полосами.
Листья лишены деления или неясно поделены на три лопасти у основания, продолговато-яйцевидные, заострённые, от 4 до 8 см длиной, основание слабо сердцеобразное. Края неравномерно и мелко зазубрены. Сверху голубовато-зелёные и голые, снизу матово-зелёные, слегка покрыты налётом, при распускании опушены. Черешок от 2 до 3 см длиной, красный. Осенняя окраска листьев ярко-красная.
Для этого клёна свойственна двудомность. Цветы желтовато-белые, собраны по 10-15 в прямостоячие грозди длиной от 3 до 5 см. Как правило, цветы появляются на коротком побеге вместе с парой листьев. Мужские цветы имеют рудиментарный гинецей, на женских цветках тоже можно видеть остатки тычинок. Цветёт в мае.
Плод — парная крылатка красного цвета с расположенными горизонтально относительно друг друга крылышками. Орешек вместе с крылышком 2 см длиной.

## Систематика
Клён боярышниколистный относится внутри рода Клён к секции Macrantha. Клёны этой секции из-за своей бросающейся в глаза раскраски коры называют также «змеекорыми клёнами». Среди родственных видов можно упомянуть Клён Давида, Клён змеекорый и Клён зеленокорый.